# Darren Shan
Darren O'Shaughnessy , 
(nacido el 2 de julio de 1972 en Londres, Reino Unido) es un autor que habitualmente escribe y es conocido bajo el nombre literario de  Darren Shan,
 es un escritor de nacionalidad irlandesa y autor de La saga de Darren Shan.

## Biografía
Darren O'Shaughnessy nació en 1972 en el hospital de St. Thomas en Londres. Actualmente vive en Pallaskenry, en el condado de Limerick, Irlanda con su novia Bas. A los tres años asistió a la escuela en Londres. Cuando tenía seis años se trasladó con sus padres y su hermano pequeño a Limerick, donde ha vivido desde entonces.
Recibió su educación primaria en Askeaton y asistió al instituto en Copsewood College, Pallaskenry. Regresó a Londres para estudiar Sociología y Filología Inglesa en la Roehampton University.

### Carrera
Darren trabajó para una compañía de televisión en Limerick durante dos años de decidir convertirse en un escritor a tiempo completo. Compró su primera máquina de escribir cuando tenía 14 años y escribió muchos relatos cortos, guiones de cómic y libros que nunca terminó. Su primer éxito le llegó a los 15 con un concurso de guiones televisivos para Radio Telefís Éireann en Irlanda, con una comedia macabra titulada A Day in the Morgue. Terminó su primera novela a los 17 años. Mute Pursuit nunca fue publicada, pero le encantó la experiencia de escribir así que comenzó a concentrarse en las novelas más que en los relatos cortos.
Todas las primeras obras de Darren estaban orientadas a un público adulto. Pensó que escribir libros para niños sería una buena idea para el futuro pero el público adulto era su principal enfoque. Sus comienzos llegaron con Ayuamarca, escrita bajo su nombre real y no su nombre literario. Fue publicado en febrero de 1999 por Orion Publishing Group, pero no tuvo buenas ventas. Su secuela, Hell's Horizon, publicada en febrero del 2000 recibió una crítica mejor, pero vendió menos que el primer libro. Ayuamarca fue reeditado en marzo del año 2008 bajo el título de Procession of the Dead y bajo el nombre literario D.B. Shan. Hell's Horizon fue reeditado en marzo de 2009 y el tercero de la trilogía, City of the Snakes está previsto que se publicará en el Reino Unido en marzo del año 2010.

#### Intereses
Darren Shan posee miles de películas y colecciona obras de arte. Disfruta leyendo libros y cómics, paseando, mirando el fútbol (es seguidor del Tottenham Hotspur F.C. y el equipo nacional de Irlanda), escuchar música pop y rock y viajar por el mundo.

### La saga de Darren Shan
The Vampire Blood Trilogy

- 1. Cirque Du Freak
- 2. The Vampire's Assistant
- 3. Tunnels of Blood

The Vampire Rites Trilogy

- 4. Vampire Mountain
- 5. Trials of Death
- 6. The Vampire Prince

The Vampire War Trilogy

- 7. Hunters of the Dusk
- 8. Allies of the Night
- 9. Killers of the Dawn

The Vampire Destiny Trilogy

- 10. The Lake of Souls
- 11. Lord of the Shadows
- 12. Sons of Destiny

### Relatos cortos sobre la saga de Darren Shan
- "An Essay on Vampires" "by" Steve Leopard - book 1 tie-in story.
- "Annie's Diary" - book 1 tie-in story.
- "Tiny Terrors" - book 2 tie-in story.
- "Transylvania Trek" - a short story "written" by Sam Grest.
- "Shanta Claus" (only available at Christmas)
- "Lonely Lefty" - book 3 tie-in story.
- "Bride of Sam Grest" - another short story "written" by Sam Grest.
- "An Affair of the Night" - book 5 tie-in story (should be read just before or after book 5).

### The Demonata
La serie The Demonata consta de diez libros.
1. Lord Loss
2. Demon Thief
3. Slawter
4. Bec
5. Blood Beast
6. Demon Apocalypse
7. Death's Shadow
8. Wolf Island
9. Dark Calling
10. Hell's Heroes

### The City Trilogy
The City Trilogy fue escrita para lectores adultos y fue publicada con el nombre D.B. Shan. El tercer libro todavía no ha sido publicado. A pesar del escaso éxito posteriormente fueron reeditados con cambios sustanciales y City of the Snakes, que cierra la trilogía, está previsto que se publicará en marzo de 2010.
1. Ayuamarca - Retitulado Procession of the Dead - Publicado por primera vez en febrero de 1999 y reeditado en marzo de 2008.
2. Hell's Horizon - Secuela de Ayamarca. Publicado por primera vez en febrero de 2000. Reeditado en marzo de 2009.[6]
3. City of the Snakes - Publicación prevista para marzo de 2010.[6]

### The Larten Crepsley Saga
Una saga que relata la vida de Larten Crepsley (personaje de la Saga de Darren Shan). Su vida desde el comienzo en el que se convierte en un vampiro, y las causas que lo llevaron a cometer ciertos actos en su vida. Esta saga esta narrada en tercera persona, y dividida en "partes" en cada libro con el fin de abarcar los aspectos más relevantes de la saga.
- 1. Birth Of A Killer
- 2. Ocean Of Blood
- 3. Palace Of The Damned
- 4. Brothers To The Dead

### Otras novelas
- The Thin Executioner - La novela trata de Jebel Rum un muchacho delgado y huesudo, hijo de un famoso verdugo de la ciudad donde viven. Cuando Jebel es humillado en público, se embarca en una búsqueda por ganar una gran fuerza e invencibilidad. Si tiene éxito, será capaz de competir en una prueba agotadora para probarse a sí mismo y sustituir a su padre como el portador del hacha. Si no, en cambio, significa una muerte segura.

- Zom-B (Publicada el 27 de septiembre de 2012)
- Lady Of The Shades (Publicada el 30 de agosto de 2012)

### Relatos cortos
1. "Hagurosan" - Originalmente escrito para r Kids' Night In.
2. "Young Alan Moore" - Originalmente escrito para  Alan Moore: Portrait of an Extraordinary Gentleman, un libro escrito para celebrar el 50 cumpleaños de Alan Moore.
3. "The Good Ship Tree" - Originalmente escrito para the Times Educational Supplement, y aceptado.
4. "Life's a Beach" - Originalmente escrito para Times Educational Supplement, pero rechazado.
5. "Guyifesto—Who We Are" - Originalmente escrito para Guys Write For Guys Read.
6. "Koyasan" - Originalmente escrito para World Book Day  2006.[7]

### Libros sin publicar
En julio de 2009, Darren Shan reveló que había escrito los primeros esbozos de 53 libros. 31 de ellos está previsto que serán publicados en los años siguientes. El resto serán perfeccionados para el futuro y otros posiblemente nunca serán publicados. Ha mencionado los nombres de dos estas obras inéditas.!
1. Mute Pursuit - Un cruce futurista entre Terminator y La Torre Oscura de Stephen King. Fue el primer libro completado por Darren cuando tenía 17 años.
2. The Cannibal King - Originalmente iba a ser el libro 12º de la saga de Darren Shan, que en principio iba a ser mucho más larga. Darren Shan había planeado escribir 18-24 libros de la saga, y la mitad de ellos tendría lugar en un futuro devastado y apocalíptico que aparece mostrado en el libro 10, The Lake of Souls. Por razones que explica en su página web, Darren Shan decidió terminar la saga con Sons of Destiny, que fue escrito y publicado en lugar The Cannibal King. Nunca ha hablado mucho de este libro pues existe la posibilidad de que algún día continúe la saga, que tomaría este libro como punto de inicio.